# Từ Liêm (huyện)
Từ Liêm là một huyện cũ ngoại thành nằm ở phía Tây thành phố Hà Nội, Việt Nam.

## Vị trí địa lý
Trước năm 2008, Từ Liêm là huyện cửa ngõ phía tây thành phố Hà Nội, tuy nhiên sau khi Hà Nội được mở rộng địa giới hành chính vào năm 2008 thì huyện nằm gần trung tâm thành phố. Huyện Từ Liêm có vị trí địa lý:
- Phía đông giáp các quận Cầu Giấy, Tây Hồ và Thanh Xuân
- Phía tây giáp hai huyện Đan Phượng và Hoài Đức
- Phía nam giáp quận Hà Đông
- Phía bắc giáp huyện Đông Anh với ranh giới là sông Hồng.

## Lịch sử
Tên huyện Từ Liêm được đặt năm Vũ Đức thứ 4 (621) thời thuộc nhà Đường, thuộc Từ Châu (sau đổi là
Nam Từ Châu, gồm 3 huyện: Từ Liêm, Ô Diên và Vũ Lập). 
Đường thư, Địa lý chí giải thích: đặt tên huyện Từ Liêm vì có sông Từ Liêm. Thực ra, 2 chữ Từ Liêm là cách phiên âm Hán Việt của địa danh Chèm (Trèm), thuộc xã Thụy Phương ở phía Bắc huyện (nay là phường Thụy Phương, quận Bắc Từ Liêm).
Thời Lý-Trần đặt lại huyện Từ Liêm thuộc phủ Đông Đô. Thời thuộc Minh đặt thuộc phủ Giao Châu.
Nhà Lê đặt thuộc phủ Quốc Oai, trấn Sơn Tây. Từ Liêm trước năm 1831 là một huyện thuộc phủ Quốc Oai của tỉnh Sơn Tây.

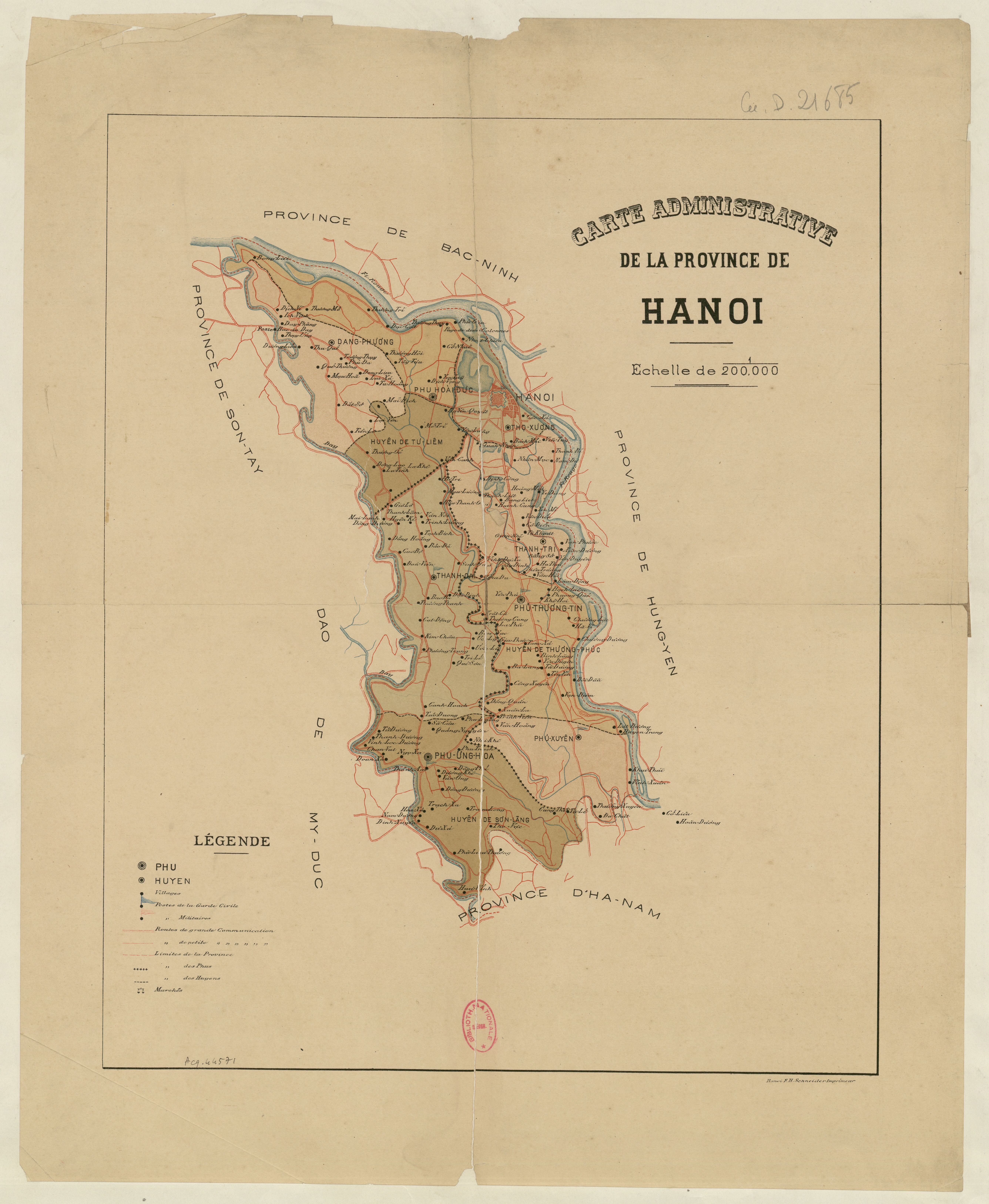
Bản đồ tỉnh Hà Nội năm 1891

Năm Minh Mệnh thứ 12 (1831) đặt thuộc phủ Hoài Đức tỉnh Hà Nội (nay là huyện Từ Liêm thành phố Hà Nội và phần phía nam huyện Hoài Đức, một phần huyện Đan Phượng). Huyện Từ Liêm khi đó gồm 13 tổng: 
- Tổng Thượng Hội (cấp làng xã gồm: Thượng Hội, Hà Mỗ, Phù Trung, Vĩnh Ký, Thúy Hội (nay thuộc xã Tân Hội, Đan Phượng), Thượng Mỗ),
- Tổng Thượng Trì (cấp làng xã gồm: Thượng Trì, Hữu Cước, Bồng Lai, Bá Dương, Đông Lai (nay thuộc Liên Hồng, Hồng Hà, Đan Phượng),
- Tổng Hạ Trì (cấp làng xã gồm: Hạ Trì, Thượng Cát, Đại Cát, An Nội, Mạc Xá, Hoàng Xá),
- Tổng Phú Gia (cấp làng xã gồm: Phú Gia, Thượng Thụy, Phú Xá, Thụy Hương (Thụy Phương), Quán La, Nhật Cảo (Nhật Tảo), Hoa Ngạc; nay là phần đất thuộc các phường Xuân La (Quán La), Phú Thượng (Phú Gia, Thượng Thụy) quận Tây Hồ, các phường Đông Ngạc (Nhật Tảo, Hoa Ngạc), Thụy Phương quận Bắc Từ Liêm,
- Tổng Minh Cảo (cấp làng xã gồm: Minh Cảo, Đông Ngạc, Tam Bảo, Vạn Bảo, Bảo Xuyên),
- Tổng Cổ Nhuế (cấp làng xã gồm: Cổ Nhuế, Cáo Đỉnh, Phu Diễn, Phù Diễn, Phú Diễn (nay là các phường Phú Diễn, Phúc Diễn, quận Bắc Từ Liêm),
- Tổng Dịch Vọng (cấp làng xã gồm: Dịch Vọng (làng Vòng), Thượng Yên Quyết, Hạ Yên Quyết (làng Cót), Mai Dịch, Mễ Trì, Nhân Mục (làng Mọc, nay thuộc Nhân Chính), Kính Chủ, Nghĩa Đô, Đoài Môn, Sở Dịch Vọng),
- Tổng Hương Canh (cấp làng xã gồm: Hương Canh, Phú Mỹ, Vân Canh (nay là xã Vân Canh Hoài Đức), Nhân Mỹ, Miêu Nha (nay thuộc phường Tây Mỗ quận Nam Từ Liêm)),
- Tổng Tây Đam (cấp làng xã gồm: Tây Đam (nay là phường Tây Tựu quận Bắc Từ Liêm), Ngọc Kiều, Trung Đam, Phúc Đam, Đan Hội, Hạ Hội (nay thuộc Tân Lập, Đan Phượng), Ngọc Hạnh),
- Tổng Thượng Ốc (cấp làng xã gồm: Thượng Ốc, Thanh Chước, Hương Côn (nay thuộc Vân Côn, Hoài Đức), Trang Linh Thượng, Hương Quan, Lại Dụ, Đông Lao (nay thuộc Đông La),
- Tổng Yên Lũng (cấp làng xã gồm: Yên Lũng (nay thuộc An Thượng, Hoài Đức), Vân Lũng, Yên Thọ (nay thuộc An Khánh, Hoài Đức), La Phù (nay thuộc huyện Hoài Đức), Ngải Cầu, La Dương (nay thuộc Dương Nội),
- Tổng La Nội (cấp làng xã gồm: La Nội (nay thuộc Dương Nội), La Tinh, Ỷ La, La Khê, Yên Lộ, Nghĩa Lộ (nay là Yên Nghĩa, Hà Đông),
- Tổng Thiên Mỗ (cấp làng xã gồm: Thiên Mỗ, Tây Mỗ, Vạn Bảo, Mộ Lao, Ngọc Trục (nay thuộc phường Đại Mỗ, quận Nam Từ Liêm), Hồng Đô, Phùng Quang (nay là Phùng Khoang)).

Năm 1833, phủ lỵ Hoài Đức được dời từ thôn Tiên Thị, huyện Thọ Xương (nay thuộc khu vực phố Phủ Doãn, quận Hoàn Kiếm) về làng Dịch Vọng, huyện Từ Liêm (nay là Học viện Báo chí & Tuyên truyền, thuộc phường Dịch Vọng Hậu, quận Cầu Giấy).
Sau khi thành Hà Nội bị cắt nhượng cho Pháp, một số xã của huyện Từ Liêm được sáp nhập vào ngoại thành Hà Nội, phần còn lại sáp nhập vào tỉnh Hà Đông.
Sau Cách mạng Tháng Tám, huyện Từ Liêm thuộc tỉnh Hà Đông gồm 19 xã: Cổ Nhuế, Dịch Vọng, Đông Ngạc, Mai Dịch, Mễ Trì, Mỹ Đình, Nghĩa Đô, Nhân Chính, Nhật Tân, Phú Diễn, Phú Thượng, Quảng An, Thụy Phương, Trung Hòa, Tứ Liên, Xuân Đỉnh, Xuân La, Yên Hòa, Yên Lãng.
Ngày 31 tháng 5 năm 1961, sáp nhập huyện Từ Liêm, 5 xã: Liên Mạc, Minh Khai, Phú Diễn, Tây Tựu, Thượng Cát của huyện Đan Phượng; 3 xã: Hữu Hưng, Trung Văn, Xuân Phương của huyện Hoài Đức, tỉnh Hà Đông vào thành phố Hà Nội.
Ngày 19 tháng 2 năm 1964, chia xã Hữu Hưng thành 2 xã Tây Mỗ và Đại Mỗ.
Ngày 5 tháng 7 năm 1977, hợp nhất 2 xã Phú Diễn và Minh Khai thành xã Phú Minh.
Ngày 13 tháng 10 năm 1982, thành lập thị trấn Cầu Giấy (thị trấn huyện lỵ của huyện Từ Liêm) trên cơ sở tách một phần của xã Dịch Vọng, thành lập thị trấn Cầu Diễn trên cơ sở tách một phần của 3 xã: Mai Dịch, Mỹ Đình và Phú Minh), thành lập thị trấn Nghĩa Đô trên cơ sở xã Nghĩa Đô một phần xã Cổ Nhuế. Đồng thời chuyển xã Yên Lãng (sau tách thành 2 phường Láng Hạ và Láng Thượng) vào quận Đống Đa.
Ngày 26 tháng 10 năm 1990, thành lập thị trấn Mai Dịch trên cơ sở xã Mai Dịch và một phần thị trấn Cầu Diễn; chia lại xã Phú Minh thành 2 xã là Phú Diễn và Minh Khai.
Ngày 12 tháng 8 năm 1991, thành lập thị trấn Nghĩa Tân trên cơ sở một phần thị trấn Nghĩa Đô.
Đến năm 1995, huyện Từ Liêm gồm 5 thị trấn: Cầu Giấy (huyện lỵ), Cầu Diễn, Mai Dịch, Nghĩa Đô, Nghĩa Tân và 24 xã: Cổ Nhuế, Đại Mỗ, Dịch Vọng, Đông Ngạc, Liên Mạc, Mễ Trì, Minh Khai, Mỹ Đình, Nhân Chính, Nhật Tân, Phú Diễn, Phú Thượng, Quảng An, Tây Mỗ, Tây Tựu, Thượng Cát, Thụy Phương, Trung Hòa, Trung Văn, Tứ Liên, Xuân Đỉnh, Xuân La, Xuân Phương, Yên Hòa.
Ngày 28 tháng 10 năm 1995, tách 5 xã: Nhật Tân, Phú Thượng, Quảng An, Tứ Liên, Xuân La để thành lập quận Tây Hồ.
Ngày 1 tháng 1 năm 1997, chuyển xã Nhân Chính vào quận Thanh Xuân mới thành lập. Đồng thời tách 4 thị trấn: Cầu Giấy, Mai Dịch, Nghĩa Đô, Nghĩa Tân và 3 xã: Dịch Vọng, Yên Hòa, Trung Hòa để thành lập quận Cầu Giấy.
Cuối năm 2013, huyện Từ Liêm gồm thị trấn Cầu Diễn (huyện lỵ) và 15 xã: Cổ Nhuế, Đại Mỗ, Đông Ngạc, Liên Mạc, Mễ Trì, Minh Khai, Mỹ Đình, Phú Diễn, Tây Mỗ, Tây Tựu, Thượng Cát, Thụy Phương, Trung Văn, Xuân Đỉnh, Xuân Phương.
Ngày 27 tháng 12 năm 2013, Chính phủ ban hành Nghị quyết 132/NQ-CP. Theo đó:
- Thành lập quận Bắc Từ Liêm trên cơ sở toàn bộ diện tích tự nhiên và dân số của các xã: Thượng Cát, Liên Mạc, Tây Tựu, Thụy Phương, Minh Khai, Phú Diễn, Đông Ngạc, Xuân Đỉnh, Cổ Nhuế; 9,30 ha diện tích tự nhiên và 596 người của xã Xuân Phương; 75,48 ha diện tích tự nhiên và 10.126 người của thị trấn Cầu Diễn. Quận Bắc Từ Liêm có 4.335,34 ha diện tích tự nhiên và 320.414 người, gồm 13 phường trực thuộc.
- Thành lập quận Nam Từ Liêm trên cơ sở toàn bộ diện tích tự nhiên và dân số của các xã: Mễ Trì, Mỹ Đình, Trung Văn, Tây Mỗ, Đại Mỗ; 536,34 ha diện tích tự nhiên và 34.052 người còn lại của xã Xuân Phương; 137,75 ha diện tích tự nhiên và 23.279 người còn lại của thị trấn Cầu Diễn. Quận Nam Từ Liêm có 3.227,36 ha diện tích tự nhiên và 232.894 người, gồm 10 phường trực thuộc.